# Accelerator liniar
Un accelerator liniar este un tip de accelerator la care particulele sunt ghidate pe o traiectorie liniară.
Este utilizat de cele mai multe ori pentru accelerarea inițială a particulelor pentru un accelerator circular sau, pentru cele de energii foarte mari, direct pentru experimente de fizică.
Acceleratoarele liniare pot fi electrostatice (cum ar fi Generatorul Van de Graaff) sau electrodinamice (cu cavități RF).

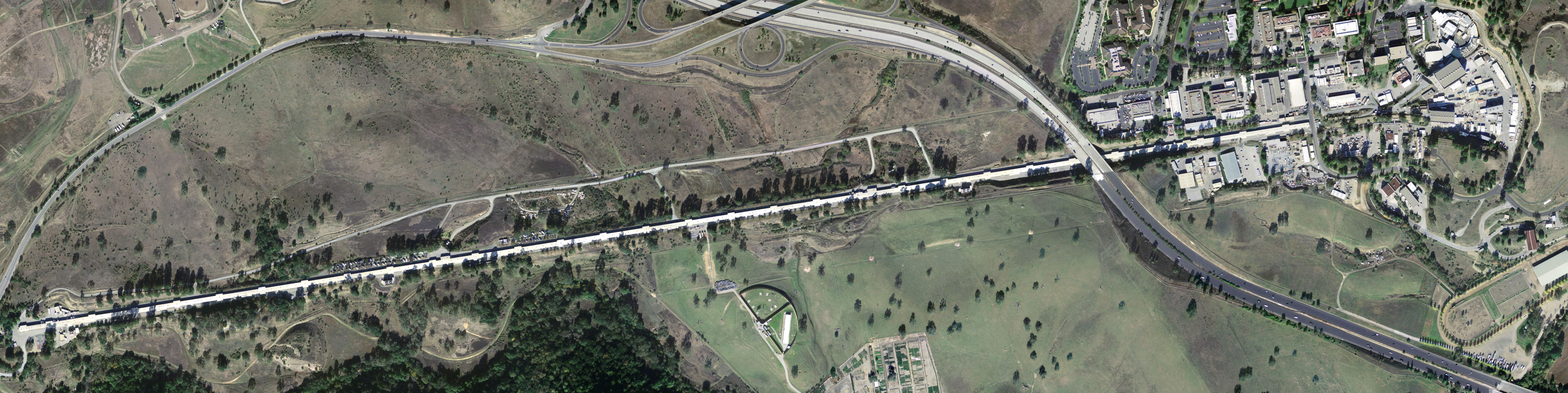
Acceleratorul linear de la Stanford (imagine aeriană), un accelerator liniar utilizat pentru generarea de raze X și experimente de fizică a particulelor elementare. Lungimea instalației este de 3.2 km.

## Principiu de funcționare

Un accelerator liniar cu cavităti RF. Un câmp electric alternativ este stabilit prin aplicarea unui voltaj alternativ la electrozi. Deoarece viteza particulelor crește în lungul traiectoriei, electrozii au lungimi diferite.

Particule cu o sarcina electrică negativă (electronii) vor fi atrase de un electrod cu potențial pozitiv, iar cele cu sarcină pozitivă (protonii) de un electrod cu potențial negativ. În acceleratoarele liniare particulele sunt accelerate folosind un șir succesiv de electrozi sub forma tubulară, cuplați la un generator de curent alternativ. Lungimea electrozilor, distanța dintre ei și frecvența RF sunt alese în așa fel încât, atunci când particula parcurge spațiul dintre oricare doi electrozi, câmpul electric are o direcție care duce la accelerarea acesteia. Dimensiunea unui accelerator liniar de particule poate fi de câțiva kilometri.

## Tipuri constructive

### Acceleratorul de inducție
În acceleratoarele de inducție, câmpul electric accelerator este creat de un câmp magnetic variabil.
Acceleratorul liniar de inducție este alcătuit dintr-o succesiune de electromagneți alimentați în curent pulsant, defazat de la un electromagnet la altul în mod corespunzător timpului de trecere a fasciculului de particule.

### Acceleratorul rezonant
Acceleratoarele rezonante prezintă un sistem de electrozi alimentați cu tensiune de înaltă frecvență, între care câmpul electric produs are sensul corespunzător accelerării particulelor, care sunt grupate în pachete.
Raportul dintre timpul în care acestea străbat distanța dintre două intervale succesive de accelerare (într-un câmp magnetic director) și semiperioada tensiunii acceleratoare este un număr întreg.
Un accelerator liniar rezonant se compune din mai multe cavități cilindrice vidate, în interiorul cărora sunt produse câmpuri electrice de înaltă frecvență, cu ajutorul unui generator de înaltă frecvență.
Lungimea cilindrilor este astfel aleasă încât, în timp ce un ion străbate unul dintre ei, faza generatorului să varieze cu 180°; deoarece particula acumulează aceeași energie în timpul a două accelerări succesive, lungimea ln a unui electrod de ordinul n este:
{\displaystyle l_{n}=(2k+1){\frac {T}{2}}{\sqrt {\frac {2eV}{m}}}{\sqrt {n}},}
unde:
- T = perioada generatorului;
- e = sarcina electronului;
- m = masa electronului;
- k = un număr întreg și pozitiv.

Stabilitatea traiectoriei se realizează prin focalizare magnetică.
Un astfel de accelerator poate aduce protoni și ionii grei până la circa 70 MeV.